# Edna Imade
Edna Imade (* 5. Oktober 2000 in Benin City) ist eine nigerianische Fußballspielerin. Sie ist seit dem  15. Juli 2025 Vertragsspielerin des  FC Bayern München und spielt in der Saison 2025/26 auf Leihbasis für Real Sociedad. 

## Karriere

### Vereine
Imade gelangte als Kleinkind mit ihren Eltern nach Spanien und kam zunächst für den in Carmona in der Provinz Sevilla (Andalusien) ansässigen FB Carmona zum Fußballspielen. Im weiteren Verlauf gehörte sie bis ins Jahr 2017 dem Club Deportivo Santa Ana an, danach bis ins Jahr 2019 dem Club Deportiva Asociativa Nervión.
Von 2019 bis 2021 kam sie für den spanischen Zweitligisten FC Málaga das erste Mal im Seniorinnenbereich mit Fußball in Berührung. Ihr Debüt im Seniorinnenbereich erfolgte zum Saisonstart am 25. Oktober 2020 beim 3:3-Unentschieden im Auswärtsspiel gegen den CP Cacereño. Ihr erstes Tor erzielte sie am 13. Februar 2021 (13. Spieltag) beim 3:1-Sieg im Auswärtsspiel gegen den FC Córdoba mit dem Treffer zum 2:0 in der 33. Minute.
Nach Cáceres gelangt, spielte sie dort für den ansässigen CP Cacereño. In der Primera División kam sie erst mit ihrer Zugehörigkeit zum FC Granada zum Einsatz. Ihr Debüt in der höchsten Spielklasse im spanischen Frauenfußball gab sie am 17. September 2023 (2. Spieltag) beim 2:1-Sieg im Heimspiel gegen Real Sociedad und sorgte mit ihrem ersten Tor, dem Treffer in der 58. Minute, zum Sieg ihrer Mannschaft. In 27 weiteren Punktspielen ihrer Premieren-Saison in der Primera División erzielte sie weitere vier Tore.
Am 15. Juli 2025 unterzeichnete Imade einen Vertrag mit dem FC Bayern München, der sie bis zum 30. Juni 2029 an sich band.

## Erfolge
- Zweitbeste Torschützin Primera División 2025 (mit 16 Toren; gemeinsam mit Alexia Putellas)